# Джон Ренні
Джон Ренні (англ. John Rennie, 7 липня 1761 — 4 жовтня 1821, Лондон) — шотландський інженер. За його проєктами або за його участі будувалися канали, доки, гавані та мости в багатьох частинах Британії, зокрема в Лондоні. Багатьо з його інженерних рішень були новаторськими. Був одним з піонерів використання чавуну у ролі конструкційного матеріалу.

## Біографія
Джон Ренні народився 7 червня 1761 року у Шотландії на хуторі Фантасі (англ. Phantassie) у графстві Гаддінгтоншир (тепер Східний Лотіан) у селянській сім'ї. З дуже раннього віку він виявив інтерес до механіки і йому було дозволено проводити багато часу у майстерні Ендрю Мейкла, млинарського слюсаря та винахідника механічної молотарки, що жив у Х'юстон-Міл у маєтку Фантасі. Ренні навчався спочатку у парафіяльній школі Престонкірка, потім у школі у Дунбарі. З листопада 1780 року по 1783 рік навчався у Единбурзькому університеті, причому канікули проводив, працюючи на ремонтах і будівництві млинів. Тут оригінальність його розуму проявилася у тому, що він вперше почав використовувати чавунні трибові коліщатка замість дерев'яних елементів у механізмах млинів, — це була одна з перших спроб впровадження заліза у механічні пристрої млинів. У 1784 році він вирушив на південь, де відвідав Джеймса Вата у Сохо, який запропонував йому роботу. Вже 1784 року Ренні за наказом Вата вирушив до Лондона, де очолив роботи з будівництва й обладнання Альбіонського млина — першого млина, на якому були встановлені парові машини. Все обладнання було сконструйовано Ренні й було найдосконалішим у своїй галузі, відмінною особливісттю його було використання механізмів, зроблених з заліза, а не з дерева. З 1791 року він почав свою власну діяльність в ролі інженера-механіка, відкривши контору на Голланд-стріт, звідки він і його наступники вели інженерні роботи великого значення.
Оселившись у Лондоні, Ренні приділяв увагу будівництву каналів. Протягом багатьох років він займався великими дренажними роботами у водосховищах Лінкольншира і благоустрієм річки Вітам. Вдосконалював доки й гавані. На початку 19 століття був запрошений Робертом Стефенсоном як радник при будівництві маяка і хоча Стефенсон не прийняв його порад, обидва інженери залишалися у дружніх стосунках. Ренні також здобув заслужену репутацію будівельника мостів. 29 березня 1798 року його обрали членом Лондонського королівського товариства.
Характерною рисою роботи Ренні були наполегливість й ґрунтовність і реалізовані ним проєкти витримали випробування часом. Він був сумлінним у підготовці своїх звітів та кошторисів, і ніколи не брався за справу, не ознайомившись із місцевим умовами на місці, де мають проводитись роботи. Він був відданий своїй професії, і, хоча він був людиною сильною і здатною до великої витривалості, його невпинна праця, як зазначається в його біографіях, скоротила його життя. Він помер після короткої хвороби 4 жовтня 1821 року у своєму будинку в Лондоні на Стамфорд-стріт і був похований у соборі Св. Павла.

## Діяльність
Джон Ренні був проєктантом багатьох об'єктів, багато з них досі перебувають в експлуатації. Першим великим проєкт, в якому він взяв участь, було устаткування Альбіонського млина у Лондоні, побудованого протягом 1784—1786 років.
Він побудував канал Кеннет — Ейвон, що включав ділянку канала, що проходить під землею відстань у пів години ходи. Це був перший його проєкт каналів в Англії. Потім побудував Рочдейлський канал, що проходить по складній місцевості між Рочдейлом і Тодморденом. Згодом він побудував Ланкастерський канал і у 1802 році він переглянув плани Королівського каналу в Ірландії, працював також над каналізацією річища річки Уз.
Серед доків і пристаней, побудованих або вдосконалених за участі Ренні, можна згадати лондонські доки, Східноіндійський та Західноіндійський доки в Лондоні, гавань Холіхед, доки на річці Галл, гавань у Рамсгейті, а також причали в Ширнесс і Чатем. У гавані Ширнес спорудив стінку, фундамент якої довелося класти на глибині 15 м. Він приділив багато часу підготовці планів причалу в Нортфлеті, але проєкт не був реалізований. Також будував доки в Дублині.
На початку своєї кар'єри він будував мости в Келсо та в Мюссельбурзі, останній представляв неабияке нововведення — мав рівнішу, менш закруглену, ніж зазвичай, проїжджу частину. Більшість споруджених раніше мостів будь-якої довжини мали значний підйом у центрі. Його пізніші зусилля показують, що він був вмілим архітектором, з гострим почуттям краси дизайну. За його проєктами побудовані мости Ватерлоо в Лондоні, що є копією його ж таки мосту у Келсо (1810—1817), Лондонський міст побудованого за його проєктом, хоча і не був завершений у 1831 році після його смерті, а перший Саутваркський міст (1815—1819) найкращим чином засвідчує його майстерність.
Ренні приписували проєктування та будівництво Белл-Рокського маяка, що біля входу у Ферт-оф-Тей, побудовавного протягом 1807—1810 років. Але він, скоріш за все, був відповідальним на початку робіт. Роберт Стефенсон, інспектор північних маяків, склав первісні плани, і за його пропозицією був запрошений Ренні як радник на початку будівельних робіт, який отримав почесне звання головного інженера. Стівенсон не прийняв модифікації, які запропонував Ренні. Ренні відвідував маяк під час будівництва. За словами Роберта Луї Стівенсона, онука Стівенсона, правління північних маяків заплатило лише Стівенсону, коли маяк був закінчений. Але Ренні та його друзі завжди стверджували, що загальні поради, які Ренні дав Стівенсону, давали йому право вважати маяк одним з його власних досягнень.
З усіх робіт Ренні найбільше примусила залучити фантазію, можливо, хвилеріз на Плімутському рейді для захисту гавані від морських штормів. Він складається зі стіни завдовжки 1560 м, прокладеної через затоку Плімут-Саунд у глибокій воді, і містить 3670444 тонн дикого, необробленого каміння, крім того, 2214 кубічних ярдів мурування на поверхні. Цей колосальний твір був вперше запропонований у доповіді Ренні від 22 квітня 1806 року, 22 червня 1811 року було видано наказ про дозвіл на початок будівництва, а будівництво почалося 12 серпня 1812 року. Роботу закінчив син Джона Ренні.

## Сім'я
Джордж Ренні одружився у юному віці на Марті Макінтош, мав кілька дітей, серед яких відомими були Джордж (1791—1866) й сер Джон Ренні молодший (1794—1874). Джордж Ренні також був відомий будівництвом портів, мостів, каналів і залізниць також він займався будівництвом пароплавів й машин Джон Ренні молодший побудував новий Лондонський міст за кресленнями свого батька, проводив осушення боліт у Лінкольнширі, портові споруди у Рамсгеті, доки у Вайтгавані та Кардифі, написав автобіографію, видану 1875 року.
Мав старшого брата Джорджа, який займався сільським господарством і був одним з авторів «Загального огляду сільського господарства Західного райдінга Йоркшира» (Лондон, 1794). Його син Джордж, племінник Джона Ренні, був скульптором й політиком, у 1847—1855 роках був губернатором Фолклендських островів.

## Виноски
1. 1 2 3 4 5  Ренни, Джон // Энциклопедический словарь — СПб: Брокгауз — Ефрон, 1899. — Т. XXVIа. — С. 578.
2. 1 2  Encyclopædia Britannica
3. 1 2  SNAC — 2010.
4. 1 2 3 4 5  Oxford Dictionary of National Biography / C. Matthew — Oxford: OUP, 2004.
5. ↑  Encyclopædia Britannica
6. 1 2  New International Encyclopedia — 1 — 1905.
7. ↑  https://catalogues.royalsociety.org/CalmView/Record.aspx?src=CalmView.Catalog&id=EC%2f1797%2f19&pos=15
8. ↑  https://badw.de/gelehrtengemeinschaft/verstorbene.html?tx_badwdb_badwperson%5bper_id%5d=2525&tx_badwdb_badwperson%5bpartialType%5d=BADWPersonDetailsPartial&tx_badwdb_badwperson%5bmemberType%5d=&tx_badwdb_badwperson%5baction%5d=show&tx_badwdb_badwperson%5bcontroller%5d=BADWPerson
9. ↑  http://www.engineeringhalloffame.org/profile-rennie.html
10. 1 2 3 4 5 6 7 8  Kindred Britain
11. 1 2 3 4 5 6 7 8 9 10 11 12   Rennie, John // Lee, Sidney (ed.). Dictionary of National Biography. 48. London: Smith, Elder & Co. 1896. — P. 19-20. (англ.)
12. ↑   Samuel Smiles. Lives of the Engineers. Volume 2. Cambridge University Press, New York.2012. ISBN 978-1-108-05293-1 (англ.)